# Analcocerus taurus
Analcocerus taurus är en tvåvingeart som beskrevs av James 1943. Analcocerus taurus ingår i släktet Analcocerus och familjen vapenflugor. Inga underarter finns listade i Catalogue of Life.